# FC Baník Ostrava B
El FC Baník Ostrava B es un equipo de fútbol de la República Checa que juega en la Druha liga, la segunda división nacional.

## Historia
Fue fundado en el año 1961 en la ciudad de Ostrava como el equipo filial del FC Baník Ostrava en la tercera división como parte de la MSFL donde permaneció por tres temporadas. En 1964 pasaría a jugar en la desaparecida Segunda Liga de Checoslovaquia donde jugaría los siguientes dos años. Posteriormente el club permanecería inactivo entre 1977 y 1984.
En 1984 el club sería refundado en la Divize D, la cuarta división de Checoslovaquia, donde tras una temporada lograría el ascenso a la 2. CNFL y en 1991 ascendería a la MSFL, donde jugaría las siguientes 16 temporadas. Entre 2007 y 2013 el club estuvo entre la tercera y cuarta división hasta que al final de la temporada de 2012/13 volviera a desaparecer.
En club sería refundado por segunda ocasión en 2019 en la MSFL donde se mantuvo por cuatro temporadas hasta que lograría el ascenso a la Druhá liga por primera vez tras ser campeón en la temporada 2023/24.

## Palmarés

### Checoslovaquia
- Campeonato Regional de Moravia del Norte: 2

1963/64
- Divize D: 2

1966/67, 1984/85

### República Checa
- MSFL: 1

2023/24
- Divize E: 2

2007/08, 2010/11